# Ворожіння Світлани
«Ворожіння Світлани» — картина російського художника Карла Павловича Брюллова, написана в 1836 році, на сюжет балад Ст. А. Жуковського «Світлана». Єдине полотно художника, створене на тему російського національного побуту. Картина написана олією на полотні розміром 94 × 81 см. Зберігається в Нижегородському державному художньому музеї.

## Історія картини
В кінці літа 1835 року картина Брюллова «Останній день Помпеї», що принесла йому славу, прибула з Італії, де була написана, до Петербурга. Полотно справило враження на імператора Миколу I, і той запропонував Брюллову посаду професора в академії мистецтв і негайно викликав його до столиці. Художник на той момент перебував у Контанстинополі, і, отримавши розпорядження царя, відразу подався до Петербурга. Поїздка його проходила через Москву, куди він прибув 6 січня 1836 року. У Москві художник затримався на півроку, жив у А. Перовського, для якого написав «Ворожіння Світлани» за час свого перебування в місті. Приїзд художника збігся з передднем святок, і Брюллову вдалося спостерігати обряд ворожіння в будинку Перовського, що допомогло надати картині «життя».
До революції картина перебувала в колекції В. П. Орлова-Давидова. Після неї була передана Нижегородському державному художньому музею, де зберігається по даний час. Поточний статус збереження: задовільний.

## Сюжет
На картині зображена сцена святочного ворожіння. Спиною до глядача сидить дівчина з русою косою в кокошнику і російському сарафані. Перед нею на столику стоять палаюча свічка у високому підсвічнику і фігурне дзеркало, в яке героїня злякано й напружено вдивляється в надії побачити у віддзеркаленні судженого. Сюжет був навіяний популярною в той час баладою В. А. Жуковського «Світлана».

## Художні особливості
Брюллову вдалося передати романтичний містицизм, в дусі якого була написана оригінальна балада. У підтексті картини дзеркало вгадується як символ зв'язку з потойбічним світом; відбиття у дзеркалі — як подвійність тлумачення, властива романтизму; а сама сцена ворожіння — як бажання вийти за межі реальності. Це єдине полотно Брюллова, створене на тему російського національного побуту. Картина написана олією на полотні розміром 94 × 81 см.
В цілому, картина є ілюстрацією не так до конкретного епізоду балади, як до деякого поетичного образу дівчини, що ворожить, який закріпився у суспільній свідомості на хвилі успіху твору. Сам Жуковський називав художника Карлом Великим в знак вдячності за написання картини. До речі, це не єдина ілюстрація Брюллова до творів Жуковського. У 1839—1843 роках художник працював над картиною «Пері і ангел» на сюжет однойменної балади поета.